# Hinneryd
Hinneryd är kyrkby i Hinneryds socken i Markaryds kommun i Kronobergs län belägen nordväst om Strömsnäsbruk. År 1995 och 2000 klassades Hinneryd som småort av SCB.
I byn ligger Hinneryds kyrka.